# Клинцево (Тутаевский район)
Клинцево — деревня Артемьевского сельского округа Артемьевского сельского поселения Тутаевского района Ярославской области .
Клинцево —  самая южная деревня сельского поселения, она расположена с северной стороны железной дороги Ярославль—Рыбинск, на расстоянии около 500 метров к востоку от платформы Клинцево. Примерно в 1 км к востоку от Клинцево стоит деревня Крапивино, которая находится в Чебаковском сельском поселении Тутаевского района .
По сведениям 1859 года деревня Климцево относилась к Романово-Борисоглебскому уезду .
На 1 января 2007 года в деревне Клинцево числилось 3 постоянных жителя . По карте 1975 года в деревне жило 10 человек. Почтовое отделение, находящееся в городе Тутаев, обслуживает в деревне 9 домов .